# Julián García Gutiérrez
Julián García Gutiérrez y Paniagua (Albacete, 16 de febrero de 1849-Madrid, 1 de diciembre de 1892) fue un militar y abogado español.
Militar de carrera, pertenecía al Cuerpo de Artillería, del que fue profesor en la Academia de Segovia. En 1873 se pasó al campo del pretendiente Carlos VII, y combatió en la tercera guerra carlista bajo las órdenes del general Bérriz. Organizó la artillería de Don Carlos: fue el fundador de la Fundición de cañones de Arteaga y el director de la Fábrica Fundición de Proyectiles del Desierto y la Maestranza de Arteaga. Se destacó en numerosos combates, entre ellos en la toma de Portugalete a las órdenes de Dorregaray.
Terminada la guerra, emprendió varias actividades laborales y fue secretario general en Madrid del primer círculo tradicionalista de España, para cuya fundación y sostenimiento haría grandes sacrificios. Fue asimismo colaborador de El Correo Español.

## Biografía
Nacido en Albacete en 1849, ingresó en 1864 en la Academia de Artillería de Segovia, de la que llegó a ser profesor. De cadete fue ascendido a subbrigadier, alférez alumno y teniente, grado que alcanzó en 1868. Ese mismo año había ingresado en la Facultad de Derecho de la Universidad Central, simultaneando su carrera militar con la de abogado.
Cuando el gobierno presidido por Ruiz Zorrilla disolvió el Cuerpo de Artillería en febrero de 1873 —lo que desencadenó el advenimiento de la Primera República—, García Gutiérrez, que no había cumplido aún los veinticuatro años de edad, pidió licencia absoluta en el Ejército, y se presentó en el Norte a Don Carlos para ofrecer su espada a la causa carlista.

### Tercera guerra carlista
Por sus conocimientos y condiciones especiales fue elegido para comprar en Inglaterra la primera batería de cañones poligonales sistema Wilhwort, que fue la base de las 36 piezas que luego formaron el regimiento de montaña.
Cuando hubo llegado a las Provincias, Elicio Bérriz, primer comandante general de artillería, destinó a García Gutiérrez a Vizcaya para organizar una batería de montaña. Pero el capitán García Gutiérrez no se limitaría a eso, sino que careciendo de toda clase de recursos en industria militar y en particular de bocas de fuego (por no haber desembarcado los Wilhwort de Inglaterra), y valiéndose de los planos que del variado material de artillería pudo disponer, se hizo cargo de una fábrica antigua medio abandonada en Arteaga, y empezó por hacer los hornos de reverbero y acabó por fundir en bronce piezas Wilhwort, cañones y morteros, además de los carruajes, afustes, montajes y juegos de armas, sin desatender por eso la organización militar de su batería.
Como todo estaba en embrión y los recursos no abundaban para los carlistas, aquellas cuestiones tan multiplicadas y complejas le producirían un ímprobo trabajo. Su asiduidad, su ciencia y su afán por servir al que consideraba su rey, lograron que en el espacio de cuatro meses se improvisara un relativamente completo material de sitio para Portugalete y Bilbao, compuesto de cinco morteros, seis piezas exagonales y cinco cañones de 12 centímetros con todo lo correspondiente para su servicio. Debido a ello, García Gutiérrez sería considerado como el director organizador de una fundición y maestranza; algunas veces tuvo que constituirse en maestro fundidor o simple obrero, teniendo en cuenta que el personal de que se valió no podía ser idóneo en industria militar artillera, que desconocían por completo, por más de que fueran entendidos en sus respectivos oficios, y su buena voluntad, sobre todo, supliera lo demás.

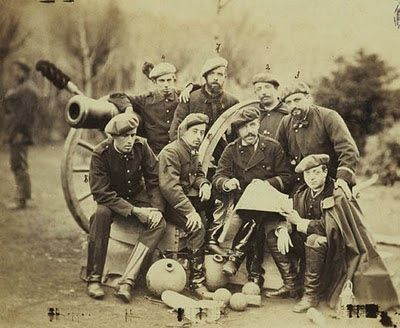
Julián García Gutiérrez (1) y otros militares de Artillería carlistas en la guerra de 1872-1876.

Julián García Gutiérrez se hizo él mismo sus baterías, y dirigió los fuegos ofensivos contra el pueblo y defensivos contra barcos de guerra. En sus escasas fuerzas experimentó la baja de dos oficiales y cinco voluntarios muertos, un herido de los primeros y 20 de los segundos. Por ese destacado hecho de armas el capitán Gutiérrez sería ascendido a comandante.
Tomado Portugalete, fue destinado a preparar todas la municiones y efectos de guerra necesarios para el sitio de Bilbao; pero al verificar un reconocimiento en las alturas de Archanda, fue herido en un brazo de un casco de granada, por lo cual, no pudiendo tomar parte activa en las operaciones, continuó siendo el alma de la fábrica y fundición de proyectiles del Desierto, obteniendo por sus trabajos la Cruz de segunda clase del Mérito Militar.
Levantado el sitio de Bilbao, concurrió a la reunión de todos los jefes y oficiales carlistas del Cuerpo que, bajo la dirección del segundo comandante general Juan María Maestre, se verificó en Arteaga, único centro artillero entonces, donde contribuyó como el que más a facilitar cuantas decisiones se tomaron para la organización definitiva del Cuerpo. En dicha reunión se acordó suprimir la fábrica y centralizar todos los servicios artilleros en la maestranza, fundición de Azpeitia, que disponía de mayores elementos, por más de que pasara a ella el personal creado por García Gutiérrez. Otro de los acuerdos de aquella Junta fue la creación de los oficiales llamados de campaña. Ya entonces habían comenzado los desembarcos de cañones; y como descartados los dos comandantes generales Bérriz y Maestre, sólo quedaban disponibles 14 oficiales de artillería, de los cuales cuatro por lo menos tenían que quedar al frente de la maestranza y fábrica de proyectiles de Vera y otros centros, claro es que se experimentaba suma falta de personal para servir las piezas que en gran número se esperaban del extranjero.
El dictamen indicado por Maestre, jefe superior del Cuerpo, fue el que prevaleció, y García Gutiérrez se encargaría de llevarlo a efecto. Consistía en abrir una academia con los voluntarios que tuvieran adquirida una previa instrucción en los institutos y universidades, y en el breve espacio de dos meses enseñarles, por el que ya había sido ayudante profesor de la Academia de Segovia, aunque fuera ligeramente, elementos de industria militar artillera, fortificación, y sobre todo el manejo de las baterías de sitio y plaza, de batalla y de montaña. De esta academia salieron algunas promociones, y los oficiales de campaña, bajo las órdenes de los oficiales y jefes facultativos, dieron muy buen resultado para los carlistas. En total, lograrían dotar al Cuerpo de 60 buenos oficiales.
A principios de enero de 1875, deseoso de tomar otra vez una parte más activa en las operaciones, García Gutiérrez tomó el mando de la batería de a caballo, concurriendo con ella y otras a la victoria carlista de Lácar, a las inmediatas órdenes de Antonio de Brea, y por su buen consejo y bizarría, obtendría el empleo de teniente coronel.
Durante el año 1875 asistió a cuantas acciones de guerra se verificaron en Navarra, como fueron los cañoneos de Oteiza, el 5 de febrero y el 5 de abril; a los de San Cristóbal y Oteiza, segunda vez; alturas de Santa Bárbara contra Monte-Esquinza, y en la línea de Guipúzcoa después.
Habiéndose abierto a fin de año una academia facultativa de artillería e ingenieros en Vergara, asistió como profesor a los exámenes de ingreso el 15 de noviembre, sin perjuicio de otras varias comisiones, como fueron el reconocimiento de las armas Remington construidas en Plasencia, y de algunos batallones de Navarra. Volviendo a tomar el mando de su batería, se halló en las acciones de Villatuerta y Montejurra los días 17 y 18 de febrero de 1876, siendo ascendido por ellas al empleo de coronel. Sin embargo, al ser evacuada Estella, emprendió la marcha a diferentes puntos, hasta que, disuelto el Ejército carlista, y por ende su batería, en Lecumberri se incorporó al comandante general de Artillería, con el cual y junto al Estado Mayor general del Ejército carlista, penetró en Francia el 28 de febrero.

### Actividad laboral
A pesar de haber terminado la guerra, el coronel García Gutiérrez no dejaría de trabajar por la causa carlista que había jurado defender. De regreso a España, en 1877 fundó en Madrid una academia de preparación para ingreso de Academias militares que estuvo activa hasta 1880, pasando entonces a la fundición de hierro del Pedroso (Sevilla), en la que estableció la fabricación del acero fundido, cuya fábrica obtuvo premio en la Exposición de minería celebrada en la capital de España.
En 1883 abrió su bufete de abogado, tomando a la vez parte en varias empresas particulares, entre ellas la asociación llamada Constructora benéfica, que se ocupaba de edificar casas para obreros; una plaza de consejero en los tranvías de Estaciones y Mercados y en ferrocarriles secundarios.

### Militancia política
Julián García Gutiérrez perteneció hasta su muerte a la comunión carlista, contribuyendo con entusiasmo a la propaganda en periódicos y círculos emprendida por el marqués de Cerralbo. En 1889 García Gutiérrez sería elegido por unanimidad secretario general del Círculo Tradicionalista de Madrid. Fue asimismo secretario general de la Junta central de la organización católico-monárquica.
Realizó algunos escritos, siendo el último de ellos el prólogo que encabeza la segunda edición del Manual del voluntario carlista de Reynaldo Brea, que había sido uno sus discípulos y a quien tenía gran estima.
A su muerte, la necrología que le dedicaron los carlistas afirmó que «a todas partes llevaba las luces de su consejo, los méritos de su sabiduría y el ardor de su celo y entusiasmo». Dejó constancia de sus conocimientos técnicos en la milicia en las «Crónicas militares» que publicó en el diario El Correo Español. En una carta remitida desde Venecia, Don Carlos manifestaría su pesar por la muerte de García Gutiérrez.